# Tanková munice
Pro tankové kanóny se vyrábí dvě kategorie munice:
- Protipancéřové střely působí na cíl energií výbuchu trhaviny uložené ve střele. Sem patří munice typu HE, HESH/HEP a HEAT.
- Protipancéřové průbojné střely působí na cíl pouze kinetickou energií střely. Do této kategorie se řadí munice typu AP, APCR/HVAP, APDS a APFSDS.

## HE
HE je zkratka anglického názvu High explosive, užívaná pro klasické tříštivotrhavé střely. Dají se použít jen proti nepancéřovaným, nebo jen lehce pancéřovaným cílům. Jsou stabilizovány rotací, tudíž vyžadují kanóny s drážkovaným vývrtem. Konstrukčně jde o poměrně tenkostěnné kovové tělo naplněné trhavinou, která je iniciována nárazovým zapalovačem. Na cíl působí tlakovou vlnou a střepinami.

## HESH/HEP

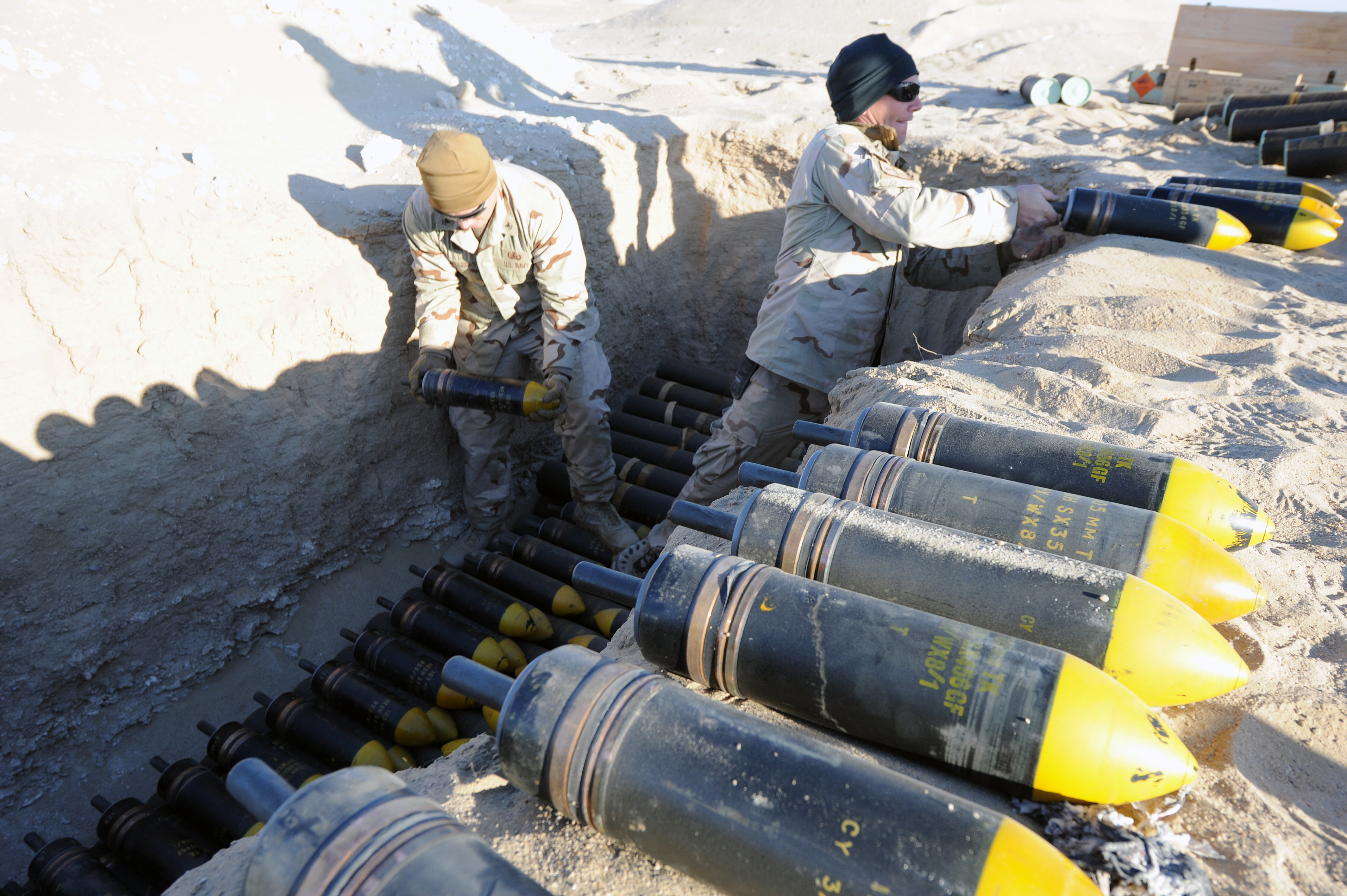
Střely HESH ráže 105mm připravené k likvidaci americkým námořnictvem, 2011

HESH je zkratka pro High explosive squash head, v USA se používá označení HEP = High explosive,plastic. Jsou to střely, jejichž tělo je vyrobeno z měkkého kovu a naplněno plastickou trhavinou. Při nárazu na pancíř se na něm střela "rozplácne"- utvoří jakýsi koláč a následně dojde k iniciaci zapalovače v zadní části střely. Rázová vlna takovéhoto výbuchu prostupuje pancířem a vytrhává jeho kusy na vnitřní straně. Vzniklé střepiny zabíjí posádku a poškozují vnitřní přístrojové vybavení tanku. Přitom zasažený tank zvenku vypadá téměř nepoškozeně. Tento typ munice je opět stabilizován rotací.
Účinnou obranou proti této munici je obložení vnitřního prostoru tanku panely z balistických vláken, ze kterých se vyrábí i tzv. neprůstřelné vesty.

## HEAT

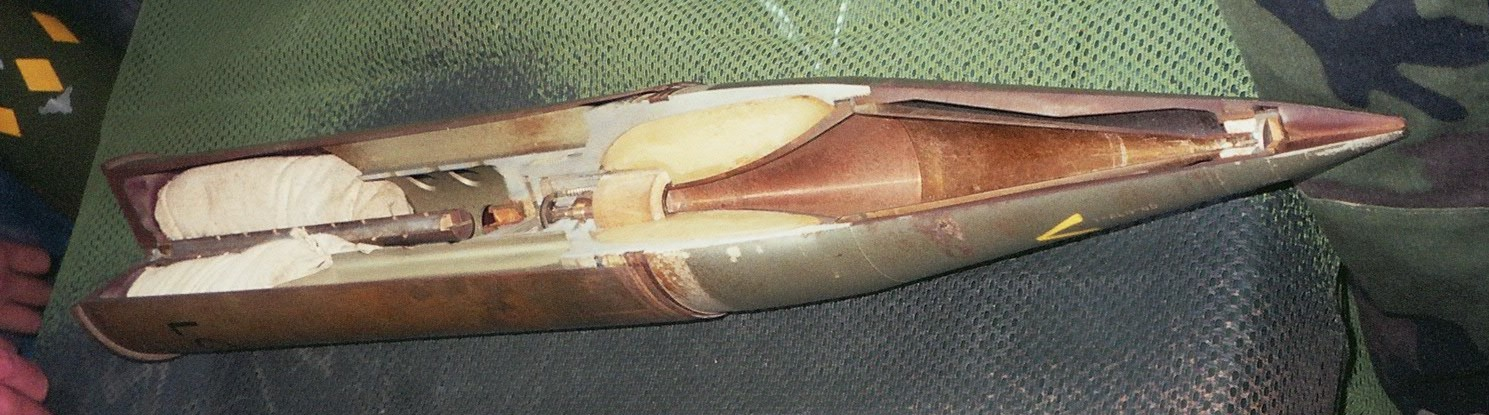
HEAT v řezu

HEAT = High explosive anti-tank, česky Kumulativní protitanková střela, koncentruje energii svého výbuchu do úzkého paprsku plazmatu, kterým se propálí pancířem. Trhavina je vytvarována podle kovové vložky (např. z mědi) do kuželovitého tvaru otevřeného směrem k cíli. Tu zepředu kryje balistický kryt a vzadu je stabilizátor. Odpálení ve správném okamžiku zajišťuje kontaktní zapalovač představený na charakteristické delší čí kratší tyči na čele granátu.
HEAT munice byla vynalezena ve Švýcarsku v průběhu 2. světové války ale vzhledem k malým rážím tehdejších tankových kanónů se uplatnila jen v neřízených protitankových zbraních jako je např. Bazuka, ruské RPG a velmi známý Panzerfaust nebo Panzeschreck. HEAT munice může být konstruována pro kanóny s drážkovým vývrtem, potom jde o rotačně stabilizovanou střelu, ale také pro kanóny s hladkým vývrtem – šípově stabilizovaná střela (ta je opatřená křidélky v zadní části). Rotační pohyb střely snižuje její účinnost, proto jsou šípově stabilizované střely výkonnější. Dnešní HEAT projektily mají úsťovou rychlost kolem 1000 m/s. Jejich velkou nevýhodou je, že po probití pancíře následně působí jen v nepatrné vzdálenosti od osy samotného paprsku. Pokud tedy přímo nezasáhne důležitý konstrukční uzel, posádku či munici, je tank i nadále bojeschopný.
Proti HEAT munici je zvláště účinný vrstvený pancíř nebo reaktivní pancéřování.

## AP

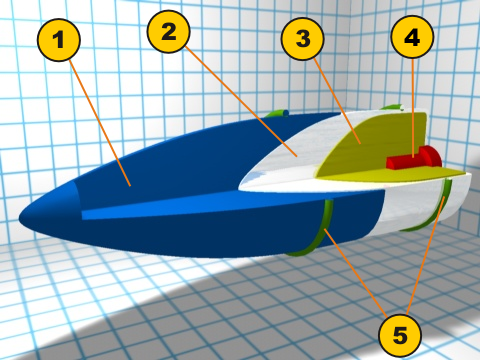
Armor piercing shell
1 Lehký balistický svršek
2 Střela ze slitiny oceli
3 Znecitlivěná výbušnina (TNT, Trinitrophenol, RDX...)
4 Zapalovač (nastavený k explozi až po průniku do cíle)
5 Těsnicí kroužek (přední) a vodící kroužek (vzadu)

AP = Armour piercing je rážová střela (tj. střela, která má stejnou ráži jako kanón) vyrobená z velmi tvrdého kovu. Jelikož princip protipancéřové průbojné střely spočívá v soustředění velké energie na střelu o malém průměru, je tento typ střeliva vhodný pouze pro malorážové kanóny. Tohle ale neplatí pro těžce obrněné lodě nebo objekty jako například Japonské Yamato[ujasnit] se sílou pancíře až 650 mm, kdy menší ráže zkrátka nemá dostatečnou kumulativní sílu probít pancíř lodi. AP granát prostřelí pancíř, přičemž způsobí značné poškození bojovým prostorům lodi. Pojistka se odjistí, pokud je pancíř dostatečně silný. Pokud pancíř není dostatečně silný, granáty proletí skrz (probijí) a způsobí jen drobné poškození, ale pojistka se neodjistí. Dále záleží na úhlu dopadů granátů vůči pancíři, při velkém dopadovém úhlu se střely mohou odrážet. To neplatí například, když vezmeme v potaz dělo ráže 100 mm, které míří na hrubý pancíř americké lodě třídy Montana s tloušťkou až 570 mm, kdy zkrátka dělo nemá dostatečnou ráži na to, aby probilo pancíř a střela se bude odrážet. Ve snaze vyřešit problém s odrážením střel bylo tělo střely opatřeno špičkou z měkkého kovu. Ta pohlcovala náraz a na zlomek sekundy přilnula k pancíři cíle, což umožnilo samotné střele proniknout dovnitř. Jendalo se o protipancéřovou čepici (APC = armour-piercing cap). Ta se však po nárazu deformovala a často negativně ovlivňovala účinnost samotné střely. Proto byla přes protipancéřovou čepici nasazena ještě další hladká čepice z velmi lehkého kovu. Ta byla označována jako balistická čepice (BC = ballistic cap). Při nárazu se tato balistická čepice roztříštila, což zvyšovalo efektivitu protipancéřové čepice a tím pádem i samotné střely. Takovéto granáty se používaly například během druhé poloviny 2. světové války.

## APCR/HVAP
APCR = Armour piercing composite rigid, v USA se používá označení HVAP = High velocity armour piercing, české označení je Protipancéřová střela s průbojným jádrem. Jde o dutou rážovou střelu vyrobenou z měkkého kovu (železo, hliníková či jiná slitina), ve které je usazen trn z velmi tvrdého kovu – průbojné jádro. Při nárazu této střely na pancíř se samotná střela zastaví, ale jádro pokračuje v pohybu a probíjí pancíř. Jde vlastně o úpravu střely typu AP k vystřelování z velkorážového kanónu. Tento typ střely má díky velkému průměru značný odpor vzduchu a tudíž letem k cíli ztrácí velkou část své kinetické energie – proto se tento druh střeliva již v tankových kanónech nepoužívá.

## APDS
APDS = Armour piercing, discarding sabot, český název je protipancéřová rotačně stabilizovaná podkaliberní střela. Je to střela z velmi tvrdého kovu (nejčastěji wolfram), která má mnohem menší průměr než je ráže kanónu. Při výstřelu ji v hlavni vede a utěsňuje pouzdro z lehké slitiny, které současně střelu díky drážkování hlavně roztočí a tím ji stabilizuje pro další let. Po opuštění hlavně kanónu se pouzdro díky odporu vzduchu na jeho trychtýřové čelo a za pomoci odstředivé síly od střely oddělí a odpadne. Před kanónem tak vzniká velký nebezpečný prostor pro pěší vojsko.

## APFSDS(-T)
APFSDS = armour-piercing fin-stabilized discarding sabot, česky protipancéřová šípově stabilizovaná podkaliberní střela, nebo též jen podkaliberní střela. -T znamená Tracer, tzn. se stopovkou. Jde o další vývojový stupeň střely APDS, kdy je střela uzpůsobená pro střelbu z moderních tankových kanónů s hladkým vývrtem hlavně – proto je použita šípová stabilizace místo rotační. Dá se vystřelovat i z drážkovaných kanónů, ale v tom případě potřebuje složitější dvojité vodící pouzdro, u kterého se roztáčí pouze vnější část nezávisle na vnitřní části pouzdra kolem střely. Oproti munici APDS došlo také v výraznému snížení průměru střely a naopak zvětšení její délky, což se projevilo na vyšší průbojnosti pancíře – údajně až o 100 %. Oddělení vodícího pouzdra od střely nenapomáhá odstředivá síla a je tudíž závislé pouze na trychtýřovitém tvaru čela pouzdra. Vedle wolframu se vyrábí i z ochuzeného uranu, který má vyšší hustotu a sekundárně v cíli působí jeho samozápalnost. APFSDS munice mívá mnohem vyšší úsťovou rychlost než HEAT (až 1650 m/s) a je velmi efektivní proti homogennímu pancíři.

## APAM
APAM - Anti-Personal / Anti-Material, tedy střela pro ničení ukryté pěchoty. Typickým zástupcem je americká střela M1028, která funguje podobně jako brokovnice. Je tvořená více než tisícovkou wolframových kuliček v obalu, který je uvolní po opuštění hlavně. Používá se obvykle pro ničení ukrytých družstev pěchoty s protitankovými zbraněmi.
Sofistikovanější verzi vyrábí izraelská zbrojovka IMI. Její projektil obsahuje šest kusů submunice, která v jednom režimu postupně vybuchuje nad cílem a ničí tak ukrytou pěchotu za překážkami, které by nebylo možné efektivně zepředu prostřelit. Tato munice pokryje plochu 50×20 m střepinami, které dokáží probít pancíř o síle až 10 mm. V druhém režimu střela submunici neuvolňuje a naopak nechá ji vybuchnout současně při dopadu na cíl. Takto dokáže probít až 50 cm železobetonovou stěnu. Jde tedy o ideální munici pro městský boj. Nevýhodou je samozřejmě vyšší cena.

## STAFF
STAFF je akronym pro „Smart Target Activated Fire & Forget“, což je vyvíjená pokročilá munice s radarem o milimetrové vlnové délce která se odpálí při průletu nad cílem a prorazí tenký horní pancíř tanku; střely tohoto typu jsou velmi efektivní proti vrtulníkům.
Američané mají experimentální XM943 STAFF, Rusové mají obdobnou munici na svém T-90.

## PTŘS
Některé tanky (americký neúspěšný M551 Sheridan, ruské tanky T-72, T-80, T-90, československá verze T-54/55 se SŘP Bastion) dokážou z kanonu odpalovat protitankové řízené střely. Ty bývají naváděny radiopovelově nebo laserem, ale většinou nemívají dobrou průraznost (u 9M119 které odpalují právě ruské tanky se udává RHA průraznost okolo 500 mm, 155 mm rakety Sheridanu byly poruchové a neúčinné).

## Vývojové trendy
Jedna z efektivních cest jak vylepšit ničivou sílu tanků je vývoj nové a účinnější munice. Je totiž mnohem lacinější vyměnit munici než vyvíjet nový kanón a jeho zástavbu do tanku.
Kromě prostého zvyšování účinku se trend obrací k multifunkčnosti, tedy k tomu, že střelu jde naprogramovat na různé způsoby využití proti různým druhům cílů. Typickým příkladem je již zmíněná izraelská munice APAM-MP-T M329, která obsahuje šest kusů submunice a funguje v několika režimech. Střela se může chovat jako klasická HE střela, nebo může být naprogramována na průnik a následný výbuch (například proražení stěny a následný výbuch uvnitř budovy), nebo na časovaný vzdušný výbuch (ideální např. proti vrtulníkům ve visu) nebo postupné uvolnění submunice a její vzdušný výbuch, který střepinami pokryje poměrně rozsáhlou oblast a dokáže likvidovat ukrytou živou sílu. I v USA vyvíjejí pod označením Advanced Multi Purpose (AMP) XM1147 podobnou munici. Ta má nahradit hned několik současných typů munice a efektivně ničit bunkry a opevnění, středně pancéřované vozidla (např. starší tanky T-55), obsluhy protitankových systémů, nekrytou živou sílu i prorážet otvory v betonových stěnách. Výhody této munice spočívají v jednodušší logistice, odstraňují nutnost zdlouhavě v boji přebíjet kanón a podle typu cíle se jen zvolí způsob použití a jsou účinnější.